# Nectarinia purpureiventris
El suimanga pechipúrpura (Nectarinia purpureiventris) es una especie de ave paseriforme de la familia Nectariniidae endémica de las montañas del oeste de la región de los Grandes Lagos de África. 